# Uña
Uña község Spanyolországban, Cuenca tartományban. Uña Cuenca és Las Majadas községekkel határos. Lakosainak száma 89 fő (2024).

## Népesség
A település népessége az utóbbi években az alábbiak szerint változott:
| Lakosok száma | 141  | 138  | 127  | 117  | 119  | 106  | 97   | 82   | 89   | 89   |
|               | 2001 | 2004 | 2006 | 2009 | 2011 | 2014 | 2016 | 2019 | 2021 | 2024 |